# Robert O. Cook
Robert O. Cook (27 septembre 1903, Manitowoc, Wisconsin - 9 novembre 1995 , Pasadena, Californie) est un ingénieur du son américain ayant travaillé, principalement pour les studios Disney.

## Filmographie
- 1946 : La Boîte à musique
- 1947 : Coquin de printemps
- 1948 : Mélodie Cocktail
- 1948 : Danny, le petit mouton noir
- 1949 : Le Crapaud et le Maître d'école
- 1950 : Cendrillon
- 1951 : Alice au pays des merveilles
- 1953 : Peter Pan
- 1954 : Vingt Mille Lieues sous les mers
- 1955 : Davy Crockett, roi des trappeurs
- 1955 : La Belle et le Clochard
- 1955 : Lions d'Afrique
- 1957 : Cosmic Capers
- 1957-1961 : Zorro
- 1957-1958 : The Saga of Andy Burnett (6 épisodes)
- 1959 : Donald au pays des mathémagiques
- 1959 : La Belle au bois dormant
- 1961 : Les 101 Dalmatiens
- 1961 : Monte là-d'ssus
- 1961 : La Fiancée de papa
- 1962 : Bon Voyage !
- 1962 : Sammy, the Way-Out Seal (téléfilm)
- 1963 : Merlin l'Enchanteur
- 1963 : Johnny Shiloh (téléfilm)
- 1964 : Mary Poppins
- 1965-1966 : Gallegher (série télévisée)
- 1965 : Kilroy (téléfilm)
- 1967 : L'Honorable Griffin (The Adventures of Bullwhip Griffin)
- 1967 : Le Livre de la jungle
- 1969 : Smith !
- 1970 : Les Aristochats
- 1971 : L'Apprentie sorcière
- 1972 : Les Aventures de Pot-au-Feu (The Biscuit Eater)
- 1977 : Les Aventures de Winnie l'ourson

## Récompenses
- Trois nominations à l'Oscar du meilleur son
  - 1962 : La Fiancée de papa (1961)
  - 1963 : Bon Voyage ! (1962)
  - 1965 : Mary Poppins  (1964)